# آنیل مهتا
آنیل مهتا (انگلیسی: Anil Mehta) فیلم‌بردار، کارگردان فیلم و فیلم‌نامه‌نویس اهل هند است.
وی برنده جایزه ملی فیلم بهترین فیلمبرداری برای فیلم من قلبم را برای محبوبم می‌فرستم در سال ۱۹۹۹ شده‌است.

## فیلم‌شناسی

### فیلمبردار
- The Cloud Door (۱۹۹۴)
- سکوت: موزیکال (۱۹۹۶)
- من قلبم را برای محبوبم می‌فرستم (۱۹۹۹)
- باج (۲۰۰۱)
- آتش و باران (۲۰۰۲)
- همدم (۲۰۰۲)
- شاید فردایی نباشد (۲۰۰۳)
- ویر-زارا (۲۰۰۴)
- هرگز نگو خداحافظ (۲۰۰۶)
- ماریگولد (۲۰۰۷)
- بیدار شو سید (۲۰۰۹)
- راک استار (۲۰۱۱)
- کوکتل (۲۰۱۲)
- تا وقتی که زنده‌ام (۲۰۱۲)
- بزرگراه (۲۰۱۴)
- پیداکردن فانی (۲۰۱۴)
- شهر انتقام (۲۰۱۵)
- باشکوه (۲۰۱۵)
- قلب سخت (۲۰۱۶)
- فوق‌ستاره مخفی (۲۰۱۷)
- آن‌سوی ابرها (۲۰۱۸)
- سوزن و نخ (۲۰۱۸)
- مدرسه انگلیسی (۲۰۲۰)
- Jersey (۲۰۲۰)

### نویسنده
- آتش و باران (۲۰۰۲)

### کارگردان
- بیا برقصیم (۲۰۰۷)[۱][۲]

### بازیگر
- رومئو اکبر والتر (۲۰۱۹)